# Stańczyk (obraz Leona Wyczółkowskiego)

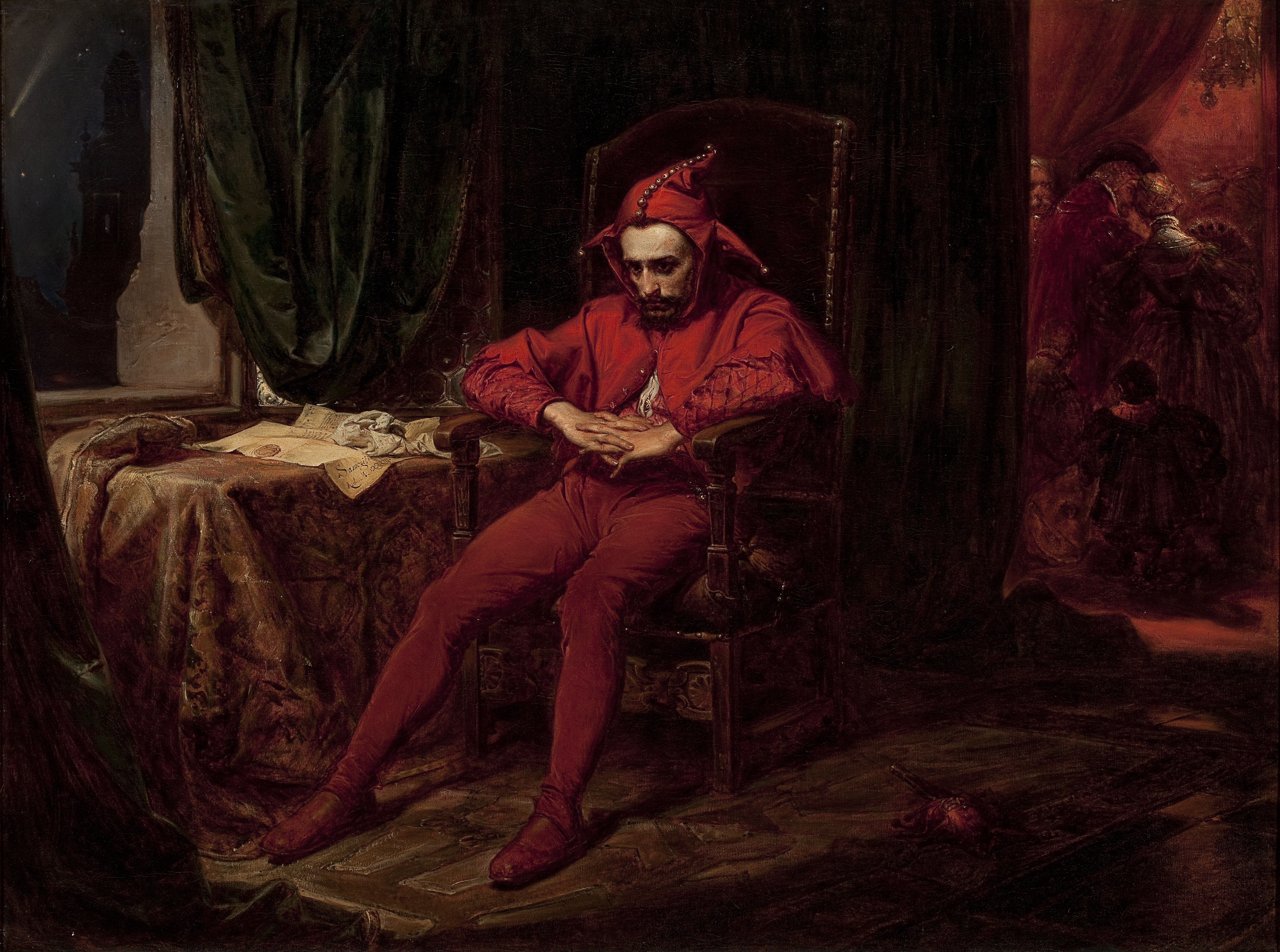
Jan Matejko, Stańczyk (1862)

Stańczyk, właściwie Stańczyk (Szopka, Lalki) – obraz olejny namalowany przez polskiego malarza Leona Wyczółkowskiego w 1898, znajdujący się w zbiorach Muzeum Narodowego w Krakowie. Do postaci Stańczyka pozował malarz Wacław Koniuszko.

## Opis
Stańczyk był nadwornym błaznem królów polskich z dynastii Jagiellonów. Stał się symbolem bystrego sceptyka politycznego i patrioty zadumanego nad losami Rzeczypospolitej. W 1869 konserwatyści krakowscy wydali Tekę Stańczyka (zbiór anonimowych publikacji), stanowiących satyrę na działalność ugrupowań postępowych. Konserwatyści, których od tytułu pamfletu zaczęto nazywać „stańczykami”, wywodzili się z zamożnego ziemiaństwa i magnaterii. Skupiali w swoich rękach większość wydawanej w zaborze austriackim prasy, wywierając przemożny wpływ na opinię publiczną, zwalczali ruch przemian społecznych i politycznych, ożywienie nastrojów patriotyczno-niepodległościowych, a także wszelkie przejawy nowoczesności w sztuce i ożywcze przemiany światopoglądowe.
Obraz stanowi odpowiedź na ataki konserwatystów, skierowane przeciwko nowym zagadnieniom ideowym i formalnym twórczości Wyczółkowskiego oraz reformie nauczania, jaką wprowadził na wydziale malarstwa krakowskiej Szkoły Sztuk Pięknych. Artysta ukazał Stańczyka w roli reżysera narodowej szopki, siedzącego nad skrzynią z kukiełkami symbolizującymi różne stany i warstwy społeczne. Błazen, wyjmując kolejną kukiełkę, zakrył twarz dłonią, płacząc nad kondycją Polaków sprowadzonych do roli bezwolnych marionetek. Stańczykowi nie odpowiada rola lalkarza, manipulatora narodowej sceny politycznej i stronnika złej sprawy. Prowokacyjna kolorystyka obrazu zdominowana przez karminową czerwień (barwę rewolucji) potwierdza szyderczy sens przedstawienia.
Leon Wyczółkowski, malując ten obraz, świadomie nawiązał do dzieła Jana Matejki pod tytułem Stańczyk (1862). Matejko pokazał błazna jako osobę zatroskaną o losy niepodległej wówczas Polski, natomiast Wyczółkowski ukazał błazna rozmyślającego nad upadkiem narodu o mocarstwowej przeszłości, kierowanego teraz przez lojalnych wobec zaborcy konserwatystów, którym nadał postać teatralnych marionetek.